# Bolesničko pomazanje
Bolesničko pomazanje, koje se u prošlosti nazivalo i „posljednje pomazanje”, sakrament je Katoličke Crkve koji se dodjeljuje teško bolesnim i umirućim osobama. Dodjeljuje ga svećenik, biskup.
Može se dijeliti više puta. Samo svećenici (biskupi i prezbiteri) mogu dijeliti sakrament bolesničkoga pomazanja.
Sakrament se sastoji od pomazanja bolesnika blagoslovljenim uljem, koje je po mogućnosti blagoslovio biskup, na čelu i rukama (ponekad i na drugim dijelovima tijela), uz molitvu svećenika, koji zaziva posebnu Božju milost na bolesnika ili umirućeg. Ako se bolesnik nije mogao ispovijediti, dobiva se oproštenje grijeha.
Uz ovaj sakrament često se udjeljuju i sakrament pomirenja i sveta pričest.
| Svrha je sakramenta bolesničkog pomazanja da dade osobite milosti kršćaninu koji proživljava tegobe vezane uz teške bolesti ili starost. Vrijeme pogodno za primanje svetog pomazanja sigurno je kad vjernik zbog bolesti ili starosti počinje biti u životnoj pogibelji. Svaki put kada kršćanin teško oboli, može primiti sveto pomazanje, isto tako nakon primanja, kad se bolest pogoršala. Samo svećenici (prezbiteri i biskupi) mogu dijeliti sakrament bolesničke pomasti; pri dijeljenju, služe se uljem blagoslovljenim od biskupa ili, po potrebi, od samoga svećenika služitelja. Bitna radnja u slavlju ovoga sakramenta jest mazanje bolesnika na čelu i rukama (po rimskom obredu) ili na drugim dijelovima tijela (na Istoku); mazanje je popraćeno liturgijskom molitvom svećenika slavitelja kojom zaziva posebnu milost ovog sakramenta. Plodovi posebne milosti sakramenta bolesničke pomasti jesu: bolesnik se sjedinjuje s Kristovom mukom za dobro svoje i Crkve; prima potporu, mir i ohrabrenje da kršćanski podnosi tegobe bolesti ili starosti; prima oproštenje grijeha, ako ga nije mogao primiti u sakramentu pokore; dobiva zdravlje, ako to koristi duhovnom spasenju; pripravlja bolesnika za prijelaz u vječni život.— Katekizam Katoličke Crkve, 1527-1532 |

## Vanjske poveznice
|  | Zajednički poslužitelj ima još gradiva o temi Posljednje pomazanje |